# Dobsonia pannietensis
Dobsonia pannietensis es una especie de murciélago de la familia Pteropodidae.

## Distribución geográfica
Es endémica de Papúa Nueva Guinea.